# Pinaans
Pinan is een dialect van het Pyuma, een Paiwanische taal gesproken in het zuidoosten van het Aziatische eiland Taiwan. Dit dialect is genoemd naar het gelijknamige dorp in het Pyuma-taalgebied waar het voornamelijk wordt gesproken én naar de volksstam die in dit dorp leeft, een substam van de Pyuma.

## Classificatie
- Austronesische talen
  - Formosaanse talen
    - Paiwanische talen
      - Pyuma
        - Pinan

Nanwang · Pinaans